# روبرت دوغلاس كو
روبرت دوغلاس كو (بالإنجليزية: Robert Douglas Coe)‏ هو دبلوماسي أمريكي، ولد في 27 فبراير 1902، وتوفي في 26 مايو 1985.